# Trachelyopterus lucenai
Trachelyopterus lucenai là thành viên nước ngọt của họ Auchenipteridae có nguồn gốc ở Brasil, nó đã hiện chỉ được tìm thấy ở lưu vực sông Jacuí ở Rio Grande do Sul. 